# 小形寄居蟹
小形寄居蟹（学名：Pagurus minutus）为寄居蟹科寄居蟹屬下的一个种。其种加词“minutus”意为“微小的”。